# BMW серија 5
BMW серија 5 је аутомобил произведен од стране BMW-а од 1972. године. Наследник је лимузине нове класе и тренутно се производи у седмој генерацији. У почетку, серија 5 била је доступна само у каросерији лимузине. Верзија каравана (Touring) додатa је 1991. године и фастбек са 5 врата (под називом Gran Turismo) производио се од 2009. до 2017. године.

## Историјат
Прву генерацију серије 5 покреће природни усисни четвороцилиндрични и шестоцилиндрични бензински мотори. Следеће генерације су покретане четвороцилиндричним, шестоцилиндричним, V8 и V10 моторима који су или природно усисавани или турбопуњени. Од 1982, дизел мотори су укључени у серију 5 серије. Серија 5 је други најпродаванији модел BMW-а након серије 3. Дана 29. јануара 2008, произведен је 5-милионити модел серије 5, 530д лимузина у карбон црној металик боји. BMW-ова троцифрена конвенција поименовања модела почела је са првом серијом 5, тако да је серија 5 била прва BMW-ова линија модела која је користила "серију" у називу.
Од Е28, све генерације серије 5 имају модел "М", назван BMW М5.

### Прва генерација (Е12; 1972-1981)
Е12 је прва генерација серије 5, која се производила од 1972. до 1981. године. Заменила је лимузине нове класе и произведена је у каросерији лимузине. Почетни модели су били покретани четвороцилиндричним моторима и са шестоцилиндричним мотором који је представљен годину дана касније.
Није било М5 модела за Е12, међутим Е12 М535i се сматра претходником М5.
Е12 је замењен Е28 1981. године, иако је производња Е12 настављена до 1984. године у Јужној Африци.

#### Галерија
- E12, пре редизајна
- Унутрашњост E12
- E12, редизајн
- E12, редизајн
- Унутрашњост E12, редизајн

### Друга генерација (Е28; 1981-1988)
Е28 је друга генерација серије 5, која се производила од 1981. до 1988. године у каросерији лимузине. У почетку је био произведен са бензинским четвороцилиндричним и шестоцилиндричним моторима.
Године 1983, дизел мотор је био доступан по први пут у серији 5. Е28 је прва серија 5 са централном конзолом нагнутом према возачу и опцији анти-лок кочница (АБС).
Е28 М5 је започео линију М5 модела високих перформанси који су се наставили кроз сваку генерацију. Покретали су га С38Б35 и М88/3 шестоцилиндрични мотори.

#### Галерија
- E28, пре редизајна
- Унутрашњост

### Трећа генерација (Е34; 1988-1996)
Е34 је трећа генерација серије 5, која је произведена од 1988. до 1996. године. Пуштена је у производњу у каросерији лимузине, а распон је проширен 1990. године и укључује Touring у каросерији каравана.
Е34 је била прва серија 5 која је била доступна са погоном на сва четири точка и V8 моторима. Такође је уведена контрола стабилности (АСЦ), контрола проклизавања (АСЦ + Т) и ручни мењач са 6 брзина и подесиво пригушење (ЕДЦ) у серији 5.
Постојао је велики распон мотора који су били уграђени током његовог животног века, јер је коришћено девет различитих категорија мотора. Они су се састојали од четвороцилиндарских, шестоцилиндарских и V8 бензинских мотора и шестоцилиндричних дизел мотора.
Е34 М5 покреће С38 шестоцилиндрични мотор и произведен је у каросеријама лимузине и каравана.

#### Галерија
- Седан (E34), пре редизајна
- Седан (E34), пре редизајна
- Седан (E34), редизајн
- Седан (E34), редизајн
- Караван (E34), редизајн
- Унутрашњост, редизајн

### Четврта генерација (Е39; 1995-2003)
Е39 је четврта генерација серије 5, која се производила од 1995. до 2004. године. Пуштена је у производњу у каросерији лимузине и каравана (који се продаје као Touring) који је уведен 1996. године.
Е39 је била прва серија 5 која је користила алуминијумске компоненте у предњем вешању. Пропорција компоненти шасије помоћу алуминијума значајно је повећана за Е39, како би се смањила тежина. То је уједно била и прва серија 5 у којој је био доступан четвероцилиндрични дизел мотор.
Код овог модела је први пут коришћен управљачки систем зупчаника, у моделима са четири цилиндра и шест цилиндара. За разлику од свог претходника Е34 и наследника модела Е60, модел Е39 није био доступан са погоном на сва четири точка.
Лимузина Е39 М5 представљена је 1998. године, са погоном 4,9-литарским С62 В8 мотор.

#### Галерија
- Седан (E39), пре редизајна
- Караван (E39), пре редизајна
- Унутрашњост
- Седан (E39), редизајн
- Седан (E39), редизајн
- Караван (E39), редизајн
- Унутрашњост, редизајн

### Пета генерација (Е60/Е61; 2003-2010)
Е60/Е61 је пета генерација серије 5, која се производила од 2003. до 2010. године.
Стилови каросерије су:
- лимузина / купе са 4 врата (код модела Е60)
- караван са 5 врата (код модела Е61, означен као Touring)

Е60 генерација је представила разне нове електронске карактеристике серији 5, укључујући ајдрајв (енгл. iDrive), хед-ап екран, активни темпомат, активно управљање и контролу гласа. Е60 је такође био прва серија 5 која је била доступна са бензинским мотором са турбопуњачем, аутоматским мењачем са 6 брзина и регенеративним кочењем. Нове безбедносне карактеристике за Е60 укључују прилагодљива предња светла, ноћни вид, активне наслоне за главу, упозорење о напуштању траке и светла за хитно кочење високог интензитета.
Е60 / Е61 М5 је произведен 2005. године и покреће га С85 В10 мотор. Продаје се у лимузинским и караванским каросеријама, при чему већина аутомобила користи 7-брзински аутоматизовани ручни мењач ("СМГ 3").

#### Галерија
- Е60
- Е61
- Унутрашњост
- Head-up екран
- Е60, редизајн
- Е60, редизајн
- Е61, редизајн

### Шеста генерација (F10/F11/F07/F18; 2009-2017)
BMW F10/F11/F07/F18 је шеста генерација BMW серије 5, која се производила од 2009. до 2017. године.
Стилови каросерије распона су:
- лимузина са 4 врата (F10)
- караван са 5 врата (F11, означено као Touring)
- седан/лимузина са 5 врата (F07, означен као Gran Turismo)
- седан са дугим међуосовинским растојањем са 4 врата (F18, продаје се само у Кини и на Блиском истоку)

F07 Gran Turismo је једина до сада серија 5 која је произведена у стилу купеа. F10 је такође прва серија 5 која нуди хибридни погон, V8 мотор са турбопуњачем, аутоматски мењач са 8 брзина, мењач са двоструким квачилом (код М5), активно управљање на задњим точковима (назива се "интегрално активно управљање"), електрични серво управљач, предње вешање са двоструком вилицом, ЛЦД инструмент табла (под називом "црни панел дисплеј") и аутоматски паркинг (назван "помоћник за паркирање").
F10 М5 покреће С63 твин-турбо V8 мотор са 7-степеном мењачем са двоструким квачилом. То је први М5 који користи турбопуњач.

#### Галерија
- F10
- F11
- F07
- F07
- Унутрашњост
- F10, редизајн
- F10, редизајн
- F11, редизајн
- F07, редизајн
- F07, редизајн

### Седма генерација (G30/G31/G38; 2016-2024)
BMW G30/G31/G38 је седма генерација серије 5. Званично је представљена у октобру 2016. године, а продаја је почела у фебруару 2017. године.
Стилови каросерије распона су:
- лимузина са четвора врата (G30)
- караван са петора врата (G31)
- продужена лимузина са дугачким међуосовинским растојањем са четвора врата (G38)

Модел 5 серије GТ из претходне генерације више није део асортимана модела, јер је премештен у серију 6 серије.
G30 је базиран на истој модуларној платформи као и серија 7 (G11). BMW планира издати плаг-ин хибрид типа седан и караван, 530e iPerformance), који ће имати напредне системе помоћи возачу који се могу наћи у серији 7.
F90 М5 је модел М5 за генерацију G30 и први је М5 који користи погон на сва четири точка. Покреће га унапређена верзија С63 твин-турбо V8 мотора који је коришћен у претходној генерацији М5.

#### Галерија
- G30
- G31
- Унутрашњост
- G30, редизајн
- G30, редизајн
- G31, редизајн

### Осма генерација (G60/G61; 2023-)
BMW G60/G61/G68 је осма генерација Серије 5. Објављен је 24. маја 2023. и почела је производња на лето у BMW-овој фабрици у Динголфингу 2023. године, а прве испоруке су почеле око октобра 2023. године. Модел фастбек серије 6 гран турисмо је укинут. Серија 5 ће бити понуђена у верзијама 530i, 540i и 550е, а 530i ће садржати 2.0-литарски четвороцилиндрични турбо мотор од 255 КС, који се нуди са погоном на задње или све точкове. 540i је стандардан са погоном на све точкове, као и са редни шестокреветним мотором са турбо пуњењем од 375 КС. Све варијанте — осим plug-in хибридних варијанти — имају благи хибридни систем од 48 волти; овај систем се састоји од 20 Ах литијум-јонског и електричног мотора/интегрисаног стартера-генератора снаге 13 kW (17 КС) и 200 Nm. За Серија 5 се тврди да је довољно моћна да достигне 100 km/h за 4,5 секунде од стране BMW-а.
Осма генерација BMW-а серије 5 се такође нуди са електричним погоном на батерије, названом „i5“. У понуди су три модела; основни модел еDrive40 са погоном на задње точкове, модел xDrive40 са погоном на све точкове средњег ранга и модел М60 xDrive који је најбољи у опсегу.

#### Галерија
- G60
- G61
- Унутрашњост

## Производња и продаја
| Година | Укупно произведено | Продато у Америци | Продато у Кини |
| ------ | ------------------ | ----------------- | -------------- |
| 1995   | -                  | 22,637            | -              |
| 1996   | -                  | 22.775            | -              |
| 1997   | 228.800            | -                 | -              |
| 1998   | 221.600            | -                 | -              |
| 1999   | 201.400            | 38,218            | -              |
| 2000   | 191.546            | 39,703            | -              |
| 2001   | 193.948            | 40,005            | -              |
| 2002   | 172.323            | 40,842            | -              |
| 2003   | 185.481            | 46,964            | -              |
| 2004   | 229.598            | 45,584            | -              |
| 2005   | 228.389            | 52,722            | -              |
| 2006   | 232.193            | 56,756            | -              |
| 2007   | 230.845            | 54,142            | -              |
| 2008   | 202.287            | 45,915            | -              |
| 2009   | 175.982            | 40,109            | -              |
| 2010   | 211.968            | 39,488            | 42,076         |
| 2011   | 332.501            | 51,491            | -              |
| 2012   | 359.016            | 56,798            | -              |
| 2013   | 366.992            | 56,863            | -              |
| 2014   | 373.053            | 52,704            | -              |
| 2015   | 347.096            | 44,162            | -              |
| 2016   | 331.410            | 32,408            | -              |